# 托蒂帕拉耶姆
托蒂帕拉耶姆（Thottipalayam），是印度泰米尔纳德邦Coimbatore县的一个城镇。总人口24969（2001年）。

## 人口
该地2001年总人口24969人，其中男性13209人，女性11760人；0—6岁人口2914人，其中男1471人，女1443人；识字率68.07%，其中男性为76.45%，女性为58.66%。